# ランベール・ド・シャロン
ランベール・ド・シャロン（Lambert de Chalon, 920/30年 - 978年2月27日）は、シャロン伯（在位：956年 - 978年）およびオータン伯。

## 生涯
ランベールはオータン副伯ロベールとアンジェルトルード（Ingeltrude）との間に930年に生まれ、兄弟にシャロン副伯ロベールがいる。956年にシャロン伯となり、960年にシャルムーでオーヴェルニュ軍を破った。また973年にはオルヴァル修道院を創設した。
978年2月27日に死去、息子ユーグがシャロン伯位を継承し、オータン伯位は妻アデライードと再婚したアンジュー伯ジョフロワ1世が継承した。

## 子女
968年頃、ランベールは一説ではブルゴーニュ公ジルベール・ド・シャロンの娘とされるアデライードと結婚し、以下の子女をもうけた。
- マティルド（マオー）(約968年 - 1016年) - 最初にブルゴーニュ公アンリ1世と結婚、次にジョフロワ1世・ド・スミュール＝アン＝ブリオネ（Geoffroy de Semur-en-Brionnais）と結婚[1][2]
- エリザベート（970年 - 1014年）
- ユーグ1世（972年 - 1039年） - オセール司教、ランベールの死後シャロン伯。
- アエリー - マコン伯ギー1世（アンスカリ家）と結婚